# هارفي فرازير
هارفي فرازير هو لاعب هوكي الجليد كندي، ولد في 14 أكتوبر 1918 في Souris, Manitoba ‏ في كندا، وتوفي في 15 نوفمبر 1996.

## وصلات خارجية
- هارفي فرازير على موقع دوري الهوكي الوطني (الإنجليزية)
- هارفي فرازير على موقع EliteProspects.com (الإنجليزية)
- هارفي فرازير على موقع HockeyDB.com (الإنجليزية)
- هارفي فرازير على موقع Hockey-Reference.com (الإنجليزية)